# La Aurora, San Andrés Tuxtla
La Aurora är en ort i Mexiko.   Den ligger i kommunen San Andrés Tuxtla och delstaten Veracruz, i den sydöstra delen av landet, 400 km öster om huvudstaden Mexico City. La Aurora ligger 43 meter över havet och antalet invånare är 109.
Terrängen runt La Aurora är kuperad åt sydost, men åt nordväst är den platt. Havet är nära La Aurora norrut. Runt La Aurora är det ganska tätbefolkat, med 139 invånare per kvadratkilometer. Närmaste större samhälle är Angel R. Cabadas, 20,0 km sydväst om La Aurora. Omgivningarna runt La Aurora är en mosaik av jordbruksmark och naturlig växtlighet.